# Louise Wimmer
Louise Wimmer è un film francese del 2011 scritto e diretto da Cyril Mennegun.

## Premi
- Premi César
  - 2013: migliore opera prima
- Premio Louis-Delluc
  - 2012: migliore opera prima
- Festival du film de Cabourg
  - 2012: Coup de Cœur (Corinne Masiero)